# Liste der kaiserlichen Generale der Frühen Neuzeit/I
Legende: * geboren | ~ getauft | † gestorben | ⚔ gefallen | Zu den Rangbezeichnungen siehe auch Generalsränge auf der Startseite.
- Christian Freiherr von Ilow

* um 1585; † (ermordet) 25. Februar 1634. Laufbahn: 31. Dezember 1631 Generalfeldwachtmeister, 8. April 1632 Feldmarschallleutnant, 19. Oktober 1633 Feldmarschall
- Wilhelm Peter Ritter von Immens

* 1750 † 23. Juni 1797 (bei Kehl verwundet). Laufbahn: 1. März 1797 Generalmajor
- Kaspar Inkey de Palin

* ? † ?. Laufbahn: 29. Januar 1758 Generalfeldwachtmeister
- Johann Ludwig Hektor Graf von Isolani

* 1580/86 † März 1640. Laufbahn: 2. Januar 1632 General der Kroaten und leichten Pferde
- Franz Fortunatus Freiherr von Isselbach

* 1663 † 1734. Laufbahn: 8. Oktober 1704 Generalfeldwachtmeister, 19. August 1717 Feldzeugmeister; kurpfälzischer Feldzeugmeister